# Cute Is What We Aim For
Cute Is What We Aim For är ett rockband från Buffalo i New York som bildades 2005. Dom var kontrakterade hos skivbolaget Fueled by Ramen för deras två hittills utgivna album. De släppte sitt debutalbum The Same Old Blood Rush with a New Touch 2006 och sitt andra studioalbum Rotation 24 juni 2008.

## Historia

### Tidiga år
Bandet bildades 2005 som ett sidoprojekt för sångaren Shaant Timothy Hacikyan (född 7 november 1986) och gitarristen Jeff Martin Czum efter ett bråk i deras band Cherry Bing. Bandnamnet är taget från en vän i middle school som alltid hade använt "Cute" som en synonym med "Cool". I high school var dock Shaant ofta sedd som en outsider. Bandet har blivit kritiserat för bland annat deras bandnamn och anklagade för låtstöld. Bandet lyckades ändå få spela in demoskivor tillsammans med Shep Goodman (som har producerat ett flertal platinatilldelade skivor) och Kenny Gioia, samtidigt som de snabbt byggde upp ett följe av fans.
En stor del av bandets succé beror troligtvis på all publicitet i internettidningar. En av tidningarna, "AbsolutePunk.net", hade med bandet i sin "Absolute Unsigned"-artikel. Samtidigt trakasserade hemsidans grundare, Jason Tate, bandet på sidans forum genom att säga att de var reklammarionetter för skivbolaget och överdrivet användande av autotune på deras debutalbum. Hacikyan och albumets producent, Matt Squire, erkände till viss användning av autotune men nekade till alla andra anklagelser i en intervju för AbsolutePunk.
Dramatiken runt bandet ökade ännu mer då de sparkade sin manager, Brandon Davis, som anklagade dem för oetisk affärssed och flera byten av bandmedlemmar. Fred Cimato gjorde ett permanent byte från gitarr till bas som ersättare för den temporära basisten Don Arthur under en konsert. Även om många fans redan misstänkte det på grund av bandets indikeringar, så skrev de 29 november 2005 officiellt på för skivbolaget Fueled by Ramen.
20 juni 2006 släppte Cute Is What We Aim For sitt debutalbum The Same Old Blood Rush with a New Touch. Det debuterade på plats 75 på Billboard 200. Med 13 651 sålda exemplar den första veckan slog albumet skivbolagets tidigare rekord som Panic! at the Discos skiva A Fever You Can't Sweat Out hade med nästa 4 000 exemplar. I januari 2007 hade albumet sålts i 94 410 exemplar. Sångaren William Beckett från The Academy Is... sjöng på bandets första singel "There's a Class for This" som handlar om dramatiken runt bandet. Musikvideon regisserades av Jay Martin och hade premiär 17 juli 2006. 26 februari 2007 utgavs bandets andra singel "The Curse of Curves". Musikvideon för den regisserades av Lex Hallaby. För bandets tredje singel "Newport Living" redigerade Dylan Steinberg ihop en video från över 15 timmar av material från bandet på turné och en konsert i Chicago. Videon släpptes 29 oktober 2007.
På hösten 2006 lämnade Cimato bandet och Jack Marin (tidigare med October Fall) blev den nya basisten. Men bara sex månader senare, i april 2007, lämnade Jack bandet på grund av att han inte gick ihop med resten av bandet och Cimato kom tillbaka som basist. I en intervju med www.musicscoop.net i oktober 2007 fick Cimato frågan om han såg sin roll i bandet som permanent (många trodde att hans återkomst bara var temporär). Han svarade att definitivt trodde den var permanent och att han efter sju månader hemma, då han läst klart  high school, upptäckt hur mycket han saknade att spela musik. Men redan i mars 2008 lämnade Cimato bandet igen. Dave Melillo blev ny basist.
Efter att de hade spelat på "Young Wild Things Tour" tillsammans med Fall Out Boy, Plain White T's och Gym Class Heroes bestämde sig bandet för att ta en time-off för att skriva på sitt nya album. Bandet gick in i studio tillsammans med producenten John Feldmann och på bandets hemsida stod det 19 mars 2008 att albumet var färdigt. Det släpptes sedan i affärer 24 juni 2008.

### 2008
21 april 2008 bekräftades det nya albumet på bandets hemsida och samtidigt var ett klipp från singeln "Pratice Makes Perfect" med i TV-serien The Hills på MTV. Vid midnatt 22 april 2008 släpptes ytterligare en låt, "Doctor", på bandets Myspacesida. 6 maj fanns "Practice Makes Perfect" att köpa via iTunes. Under sommaren 2008 åkte bandet ut på en turné i både Storbritannien och USA.
3 juni 2008 släpptes en ny låt, "Safe Ride", på bandets PureVolumesida samtidigt som texten kom upp på bandets officiella hemsida.
15 juni 2008 hade musikvideon för "Practice Makes Perfect" premiär på MTV2. Videon regisserades av Walter Robot och handlar om hur bandmedlemmarna deltar i festbeteenden som de senare ångrar.
Trummisen Tom Falcone bekräftade att han skulle lämna bandet 2 september 2008. Många började spekulera eftersom bandet vid tiden fortfarande var på turné och Falcone hade varit frånvarande från vissa konserter. I ett officiellt uttalande från Falcone berättade han att han helt enkelt hade lämnat bandet på grund av de personliga konflikter och den dagliga dramatiken som gjorde det omöjligt för honom att leva lugnt och lyckligt liv. Ingen i bandet har kommenterat händelsen. Michael Lasaponara, tidigare med Roses Are Red, är för tillfället trummis.

## Medlemmar

### Nuvarande medlemmar
- Shaant Hacikyan – huvudvokalist (2005– )
- Jeff Czum – gitarr, piano, bakgrundssång (2005–2009, 2012– )
- Tom Falcone – trummor (2005–2008, 2012– )

### Tidigare medlemmar
- Rob Neiss – trummor (2005)
- Fred Cimato – basgitarr (2005–2006, 2007–2008, 2012–2013)
- Dave Melillo – rytmgitarr (2007–2008), basgitarr, bakgrundssång (2008–2009)
- Jack Marin – basgitarr (2005)
- Liam Killeen – trummor (2008)
- Michael Lasaponara – trummor (2008–2009)
- Donnie Arthur – basgitarr (2007)
- Michael Novak – trummor (2009–2010)
- Michael Brady – sologitarr, bakgrundssång (2009–2010)
- Kevin Scoma – rytmgitarr (2009–2010)
- Clark Spurlock – rytmgitarr (2008–2009)
- Zach Pagano – rytmgitarr (2008–2009)
- Lewis Storey – triangel (2006–2007)
- Pat Maclean – basgitarr (2009–2010)
- Tyler Long – basgitarr (2013)
- Joseph White – basgitarr (2013–2014)
- Seth Van Dusen – basgitarr (2014–2016)

## Diskografi

### Studioalbum
- The Same Old Blood Rush with a New Touch (2006)
- Rotation (2008)
- Teasing to Please (2006)

### Singlar
| År   | Titel                      | Album                                    |
| ---- | -------------------------- | ---------------------------------------- |
| 2006 | "There's a Class for This" | The Same Old Blood Rush with a New Touch |
| 2007 | "The Curse of Curves"      | The Same Old Blood Rush with a New Touch |
| 2007 | "Newport Living"           | The Same Old Blood Rush with a New Touch |
| 2008 | "Practice Makes Perfect"   | Rotation                                 |
| 2008 | "Navigate Me"              | Rotation                                 |